# Легке дихання

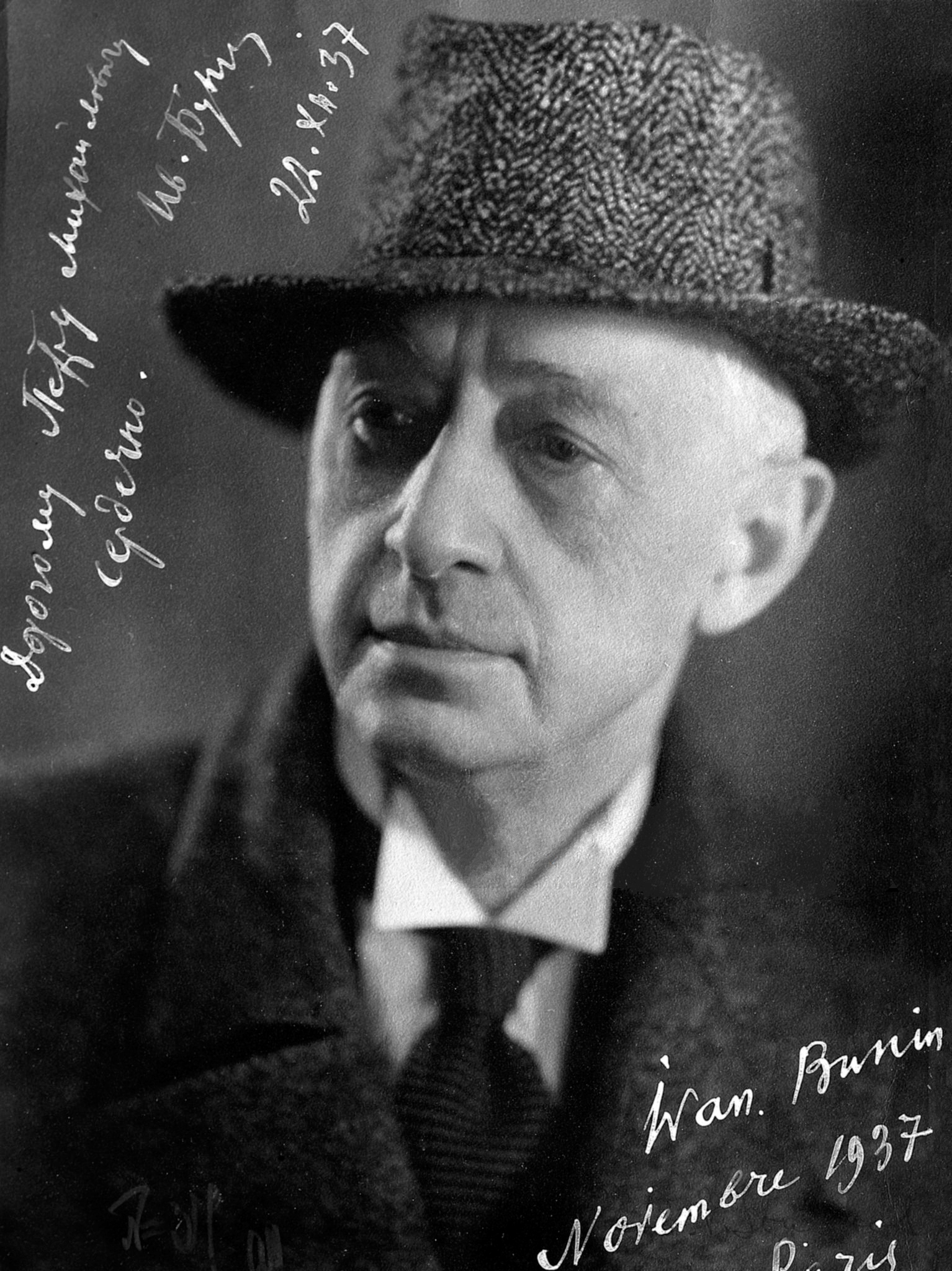
Іван Бунін - автор оповідання "Легке дихання"

«Легке дихання» — оповідання російського письменника Івана Буніна, написане в березні 1916 року. Вперше опубліковане в газеті «Російське слово» (1916, № 83). Назване критиками «найзнаменитішим» і «найчуттєвішим» оповіданням Буніна.

## Історія створення
Під час прогулянок по Капрі Іван Бунін потрапив на невеликий цвинтар. Там він побачив могильний хрест з медальйоном, на якому була зображена життєрадісна дівчина з усміхненими очима. Цю історію письменник пригадав, коли отримав замовлення редакції московської газети «Російське слово». Тоді він перебував у маєтку Василівському Орловської губернії і сюжет склався в його свідомості миттєво. Бунін писав про це так: «Новелу «Легке дихання» я написав у селі, у Васильківському, в березні 1916 року. «Російське слово» Ситіна просило дати щось для пасхального номера. /…/ Але що робити? Що придумати? І якось пригадалось, що одного разу, зимою, випадково я потрапив на одне маленьке кладовище на Капрі і натрапив на могильний хрест з фотографічним портретом на випуклому фарфоровому медальоні молодої дівчини з надзвичайно живими, радісними очима. Цю дівчину я відразу ж подумки уявив росіянкою, Олею Мещерською, і, став вигадувати оповідання про неї з тією фантастичною швидкістю, яка бувала в кращі щасливі хвилини мого письменства».
Вперше оповідання опубліковане 10 квітня 1916 року.

## Назва оповідання
Легке дихання — символ простоти, природності і віри у позитивні і світлі очікування. Саме ці риси вирізняють Ольгу Мещерську серед ровесниць, додають їй жіночності і незахищеності.

## Композиція
Оповідання має складну композицію. По-перше, в ньому порушена хронологія подій, вміщена низка епізодів, які перериваються трикрапкою. У творі замкнена композиція: оповідання починається й закінчується описом кладовища, на якому похована дівчина. Біля могили Олі, дивлячись на фотокартку померлої, класна наставниця сама собі ставить риторичне запитання: «як сумістити з цим чистим поглядом те жахливе, що поєдналося тепер з іменем Олі Мещерської?». Основна частина твору — розповідь про трагічну долю молодої дівчини. Щоденникові записи героїні відкривають читачам внутрішній дисонанс героїні.
Ідея полягає в конфлікті сірого і безликого суспільства зі світлою, яскравою особистістю. 

## Сюжет
В основі сюжету — історія гімназистки Олі Мещерської, яку застрелив козачий офіцер на вокзалі серед натовпу народу. Причина вбивства — втрата ілюзій, адже дівчина обіцяла стати його дружиною. Але мимовільне захоплення швидко минуло, і Оля глузує над офіцером і власною обіцянкою кохати його. Таку сильну пристрасть могла викликати неординарна особистість. У 15 років Оля Мещерська відрізнялася від однокласниць. Зачаровані формами кавалери не залишали її без уваги. Подружки намагалися бути стриманими, ретельно причесаними і охайними. А Оля не боялася ні брудних пальців у чорнильних плямах, ні розпатланого волосся, ні розчервонілого обличчя. Без будь-яких турбот і зусиль привертала до себе увагу. У дівчини було багато шанувальників, і за це її засуджували і охрестили вітряною і легковажною. Одного разу Ольгу Мещерську викликали до директорки гімназії. Коли та зробила зауваження щодо поведінки («Ви вже не дівчинка, але і не жінка. Ви поки тільки гімназистка), Ольга відповіла, що вона жінка і сталося це з вини брата директорки. Літній дворянин (56 років), брат її гімназійної начальниці і знайомий її батька Олексій Михайлович Малютін зваблює дівчину.
Опис одного дня з її життя, коли Олю спокусив друг батька і брат директорки гімназії, закінчується криком душі: «Я не розумію, як це могло статися, я зійшла з розуму, я ніколи не думала, що я така! Тепер мені один вихід... Я відчуваю до нього таку відразу, що не можу пережити цього!"
Закінчується оповідання відвідуванням цвинтаря жінкою, яка приходить до могили у вихідні і свята. Годинами дивиться на дубовий хрест і згадує дівчину та почуті якось Олині слова про те, що у жінки має бути легке дихання.

## Герої

### Оля Мещерська
Оля Мещерська — головна героїня, втілення юної жіночості і мрійливості. Вчинки дівчини майже в усіх викликають захоплення. «Нікого не любили так молодші класи, як її», класна наставниця, яка раніше засуджувала Олю за «передчасну» жіночість і навертала до загальноприйнятої моралі, після загибелі дівчини щонеділі приходить на її могилу, живе думками про неї.
Козачий офіцер
Козачий офіцер має непривабливу зовнішність і егоїстичну натуру. Це зовсім не той чоловік, якого б покохала така яскрава дівчини з "легким диханням".
Болісно переживаючи те, що трапилось, Оля Мещерська провокує офіцера, його руками чинить самогубство.

## Особливості авторського стилю
- Прагнення відтворити красу і трагізм життя
- Тема безпорадності людини перед життєвими колізіями
- Поєднання елегійного і ностальгійного настроїв
- Тісний зв'язок прози і лірики
- Смислове наповнення художніх деталей

## Екранізація
- Оповідання «Легке дихання» «стало основою фільму «Посвячення в кохання», який вийшов на екрани у 1994 році. Режисер Лев Цуцульковський зняв за мотивами трьох оповідань Івана Буніна («Легке дихання», «Холодна осінь», «Руся»). Роль Олі Мещерської виконала актриса Олександра Буданова, авторський текст читав Інокентій Смоктуновський.